# Алексис Амор
Алексис Амор (на английски: Alexis Amore) е артистичен псевдоним на Фабиола Мелгар Гарсия (Fabiola Melgar García) – перуанска порнографска актриса, екзотична танцьорка и еротичен модел.

## Ранен живот
Родена е на 29 декември 1978 г. в град Лима, Перу. Нейният първи език е испански.
На 9-годишна възраст се премества със семейството си в САЩ и живее в град Редондо Бийч, щата Калифорния. Там учи в католическо училище, след което посещава гимназия в Хермоса Бийч.
На 15-годишна възраст се изявява като модел за компанията „Nordstrom“, след което участва като танцьорка в музикалното танцово шоу „The Grind“ по MTV. По-късно работи като медицинска сестра в католическа болница в Калифорния.

## Кариера
Най-напред започва с изяви като еротичен модел и се снима в шоуто „Нощни обаждания“ по телевизионния канал на „Плейбой“.
След като среща порноактрисите Джуъл Ди'Найл и Алекса Рей и разговаря с тях за порнографската индустрия решава да се обади на компанията „Вивид Ентъртейнмънт“. Два дни след това обаждане Амор вече снима първия си филм за „Вивид“. Дебютът ѝ като изпълнителка в порнографската индустрия е в края на 1999 г. След това прави едногодишна пауза през 2001 г. и се завръща в индустрията за възрастни през лятото на 2002 г. През февруари 2003 г. подписва ексклузивен договор с компанията „Jill Kelly Productions“. През март 2003 г. снима първата си сцена с анален секс.
Кариерата ѝ на актриса в порнографската индустрия продължава 14 години.
Мейнстрийм
През юни 2004 г. перуанския телевизионен канал Latina заснема документален филм за Амор за шоуто „Reporte Semanal“. Същата година тя участва в испаноезичните телевизионни предавания „No te Duermas“ и „El Poder“ в Пуерто Рико. Следват изяви в още телевизиониии шоу предавания по Playboy TV, Telemundo, Univision и Galavision Channels.
Тя е първата порноактриса, която е поставена на корицата на списание „Lowrider“ (септември 2006 г.).
През октомври 2014 г. Амор стартира свое радио шоу, наречено „Това е Амор по Вивид радио“.
Изявява се и като екзотична танцьорка в клубове в САЩ.

## Награди и номинации
Носителка на награди
- 2004: NightMoves награда за най-добра актриса/изпълнителка (избор на феновете).[7]
- 2006: Adam Film World награда за порно завръщане на годината.[8]
- 2018: AVN зала на славата.[4]